# Cryptocarya obtusifolia
Cryptocarya obtusifolia là loài thực vật có hoa trong họ Nguyệt quế. Loài này được (Benth.) F.Muell. ex Meisn. miêu tả khoa học đầu tiên năm 1864.